# OVER THE RAINBOW (쿠라키 마이의 음반)
《OVER THE RAINBOW》(오버 더 레인보)는 2012년 1월 11일 발매의 쿠라키 마이의 10번째 정규 음반이다. 

## 해설
- 정규 음반으로 전작 《FUTURE KISS》에서 약 1년 2개월만의 발매가 된다.
- CD에는 싱글곡 〈1000만번의 키스〉, 〈한 번 더〉, 〈Your Best Friend〉, 〈Strong Heart〉, 싱글의 커플링곡에 해당되는 〈잘가라는 말은 아직 말하지 말아줘〉, 〈step by step〉의 6곡과 신곡 6곡을 더한 합계 12곡을 수록.
- 일반적으로는 초회한정반과 통상반의 2형태로의 발매, 게다가 팬클럽 회원과 Musing 회원 한정으로 발매되는 Musing&FC반도 포함해서, 실질적으로 3형태로의 발매가 된다. 각 자켓도 각각 다르바. 초회한정반에는 특전으로 뮤직클립을 수록한 DVD가 부속된다.

## 수록곡
1. Strong Heart
  - 작사: 쿠라키 마이, GIORGIO 13, 작곡 · 편곡: GIORGIO CANCEMI

DVD 싱글
간사이 TV · 후지 TV계 회요일 심야 10시 드라마 《HUNTER: 그 여자들, 현상금 사냥꾼》 주제가
2. another day＊another world
  - 작사: 쿠라키 마이, 작곡: 오노 아이카, 편곡: 오자와 마사즈미
3. 잘가라는 말은 아직 말하지 말아줘 (album ver.)(さよならは まだ言わないで 〜album ver.〜)
  - 작사: 쿠라키 마이, 작곡 · 편곡: FOOTBREAD

35번째 싱글 〈1000만번의 키스〉의 커플링곡의 앨범 버전
4. Stay the same
  - 작사: 쿠라키 마이, 작곡 · 편곡: GIORGIO CANCEMI

산리오 Wish me mell 타이업송
5. Your Best Friend
  - 작사: 쿠라키 마이, GIORGIO 13, 작곡 · 편곡: GIORGIO CANCEMI

37번째 싱글
요미우리 TV · 닛폰 TV계 전국 넷 애니메이션 《명탐정 코난》 엔딩 테마
6. 한 번 더(もう一度)
  - 작사: 쿠라키 마이, 작곡 · 편곡: 타지리 히로이치

36번째 싱글
도카이 TV · 후지 TV계 드라마 《안개에 사는 악마》 주제가
7. Brave your heart
  - 작사: 쿠라키 마이, 작곡 · 편곡: 토쿠나가 아키히토

중일우호 40주년 기념 영화 《내일로 이어지는 사랑》 주제가
8. Sun will shine on u
  - 작사: 쿠라키 마이, GIORGIO 13, 작곡 · 편곡: GIORGIO CANCEMI

TV 가나자와 《이웃집의 테레킨짱》 1월 엔딩 테마
9. Love one another
  - 작사: 쿠라키 마이, 마이클 어프릭, 작곡 · 편곡: 마이클 어프릭, 미구엘 사 페소아, 페리 게이어
10. step by step
  - 작사: 쿠라키 마이, GIORGIO 13, 작곡 · 편곡: GIORGIO CANCEMI

37번째 싱글 〈Your Best Friend〉의 커플링곡
네무노사토 호텔&리조트 CM송
11. 1000만번의 키스(1000万回のキス)
  - 작사: 쿠라키 마이, 작곡: 오노 아이카, 편곡: 하야마 타케시

35번째 싱글
고세 에스프리끄 프레셔스 CM송
12. 랄라라＊라(ラララ＊ラ)
  - 작사: 쿠라키 마이, 작곡 · 편곡: 토쿠나가 아키히토

### 특전 DVD(초회한정반)
1. 1000만번의 키스 (Music Clip)
2. 한 번 더 (Music Clip)
3. Your Best Friend (Music Clip)
4. Brave your heart (Music Clip)
5. Stay the same (Music Clip)

## 발매일
| 국가     | 일정            | 포맷                | 레이블     |
| -------- | --------------- | ------------------- | ---------- |
| 일본     | 2012년 1월 11일 | CD, 디지털 다운로드 | 노던 뮤직  |
| 대한민국 | 2012년 1월 11일 | CD, 디지털 다운로드 | 씨엔엘뮤직 |